# Luciano Floridi

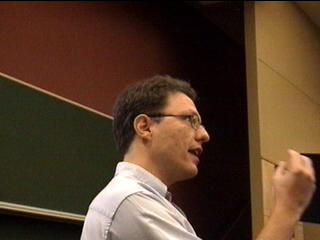
Luciano Floridi

Luciano Floridi (Rome, 16 november 1964) is een Italiaans hoogleraar filosofie, gespecialiseerd op het gebied van informatie-ethiek. Hij werd in 2013 aangesteld als professor op het Oxford Internet Institute aan de Universiteit van Oxford. Daarvoor was hij van 2008 tot en met 2013 professor aan de University of Hertfordshire.
Floridi studeerde filosofie aan de Universiteit van Rome La Sapienza en de Universiteit van Warwick.

## Werken
- Web 2.0 vs. the Semantic Web: A Philosophical Assessment, 2009
- Augmented Intelligence — A Guide to IT for Philosophers. (in Italian) Rome: Armando, 1996.
- Scepticism and the Foundation of Epistemology - A Study in the Metalogical Fallacies. Leiden: Brill, 1996.
- Internet - An Epistemological Essay. (in Italian and in French) Milan: Il Saggiatore, 1997.
- Philosophy and Computing: An Introduction. London/New York: Routledge, 1999.
- Sextus Empiricus, The Recovery and Transmission of Pyrrhonism. Oxford: Oxford University Press, 2002.
- The Blackwell Guide to the Philosophy of Computing and Information. (editor) Oxford: Blackwell, 2003.
- The Fourth Revolution, How the Infosphere is Reshaping Human Reality, 2014